# Tiruchanur
Tiruchanur é uma vila no distrito de Chittoor, no estado indiano de Andhra Pradesh.

## Demografia
Segundo o censo de 2001, Tiruchanur tinha uma população de 12 486 habitantes. Os indivíduos do sexo masculino constituem 49% da população e os do sexo feminino 51%. Tiruchanur tem uma taxa de literacia de 69%, superior à média nacional de 59,5%: a literacia no sexo masculino é de 75% e no sexo feminino é de 63%. Em Tiruchanur, 11% da população está abaixo dos 6 anos.